# (2708) Burns
(2708) Burns es un asteroide que forma parte del cinturón de asteroides y fue descubierto el 24 de noviembre de 1981 por Edward L. G. Bowell desde la Estación Anderson Mesa, en Flagstaff, Estados Unidos.

## Designación y nombre
Burns se designó inicialmente como 1981 WT.
Más tarde fue nombrado en honor del astrónomo estadounidense Joseph A. Burns.

## Características orbitales
Burns está situado a una distancia media de 3,083 ua del Sol, pudiendo alejarse hasta 3,624 ua y acercarse hasta 2,543 ua. Su excentricidad es 0,1752 y la inclinación orbital 2,783 grados. Emplea en completar una órbita alrededor del Sol 1978 días.

## Características físicas
La magnitud absoluta de Burns es 12,1 y el periodo de rotación de 5,315 horas. Está asignado al tipo espectral B de la clasificación SMASSII.